# Malaysia Airlines
Malaysia Airlines Behrad (MAB) (malajsky Sistem Penerbangan Malaysia, česky Malajské aerolinie) jsou národní leteckou společností Malajsie. Provozují lety z hlavní základny na letišti v Kuala Lumpuru a také z druhé základny v Kota Kinabalu. MAB jsou členem aliance OneWorld. Společnost provozuje lety do jihovýchodní Asie, jižní Asie, východní Asie, Evropy, Austrálie a Severní Ameriky.

## Historie
Aerolinie byly založeny v roce 1947 jako Malayan Airways, poté co Malajsie dosáhla nezávislosti byly přejmenovány na Malaysian Airways. Poté došlo k dalšímu přejmenování na Malaysia-Singapore Airlines a v roce 1972 byly rozděleny na Malaysia Airlines a Singapore Airlines. V roce 2012 společnost obdržela svůj první Airbus A380, největší dopravní letoun světa.

### Problémy 2014
V roce 2014 stáhne malajsijský Státní investiční fond z burzy 31 procent akcií společnosti, které vlastní jiní vlastníci. Za podíl nabídl 1,4 miliardy ringgitů. Následovat má důkladná reorganizace a restrukturalizace všech oblastí činnosti podniku. Důvodem jsou dvě závažné havárie v tomto roce, ale také špatné hospodářské výsledky posledních let. Tržní hodnota spadla za posledních 9 měsíců o více než 40 procent, několik let je společnost ve ztrátě, který se prohloubila v prvním čtvrtletí o 60 procent na 443 milionů ringgitů.

## Letecké nehody a incidenty

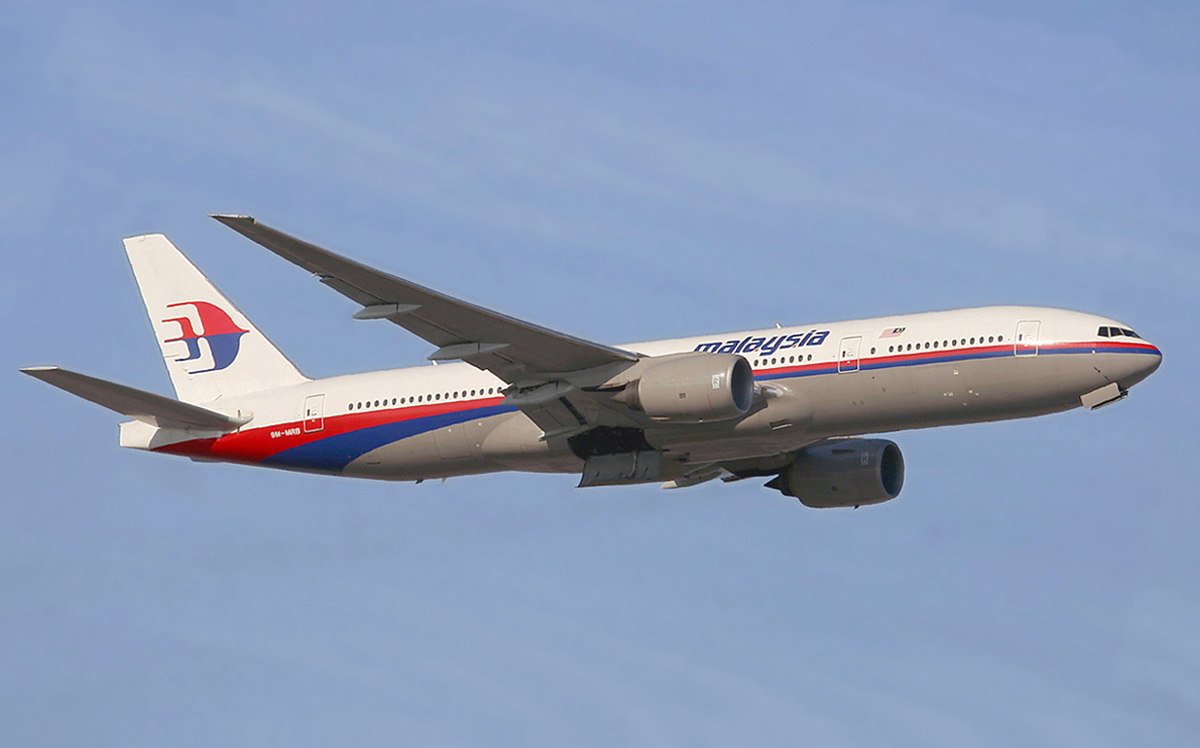
Boeing 777-200ER, typ letounu, který se Malaysia Airlines 8. března 2014 ztratil a 17. července stejného roku také byl sestřelen

- 4. prosince 1977, let Malaysia Airlines 653. Nehoda Boeingu 737-200 na vnitrostátním letu z Penangu na letiště v Kuala Lumpur v Malajsii. O život přišlo všech 100 lidí na palubě letadla.[3]

- 18. prosince 1983, let Malaysia Airlines 684. Nehoda pronajatého Airbusu A300B4 společnosti Scandinavian Airlines. Letadlo při přistávacím manévru za špatné viditelnosti zavadilo o stromy. Všech 247 cestujících a členů posádky bylo včas evakuováno z hořícího letadla.[4]

- 15. září 1995, let Malaysia Airlines 2133. Nehoda letounu Fokker 50 na vnitrostátním letu z mezinárodního letiště Kota Kinabalu na letiště Tawau v Malajsii. O život přišlo 34 z celkových 53 lidí na palubě.[5]

- 8. března 2014, let Malaysia Airlines 370. Dodnes nevyjasněné zmizení letadla typu Boeing 777-200ER na pravidelné lince z mezinárodního letiště Kuala Lumpur v Malajsii na Letiště Peking v Číně. Letadlo s 239 lidmi na palubě bylo naposledy zachyceno nad Malackým průlivem, zřejmě se zřítilo. Hledání trosek v Indickém oceánu nadále pokračuje v roce 2016, kdy bude také nejspíše ukončeno, bude-li nadále neúspěšné.[6] Jediné nalezené trosky doplavaly po roce a čtvrt na francouzský ostrov Réunion.[7]

- 17. července 2014, let Malaysia Airlines 17. Havárie letounu Boeing 777-200ER na pravidelném letu z amsterdamského mezinárodního letiště Schiphol na mezinárodní letiště Kuala Lumpur. Letoun s 298 lidmi na palubě byl sestřelen a zřítil se u vesničky Hrabove severně od města Torez v Doněcké oblasti na Ukrajině.

## Flotila
| Letadlo          | Počet | Objednávky | Poznámky                                  |
| ---------------- | ----- | ---------- | ----------------------------------------- |
| Airbus A330-200  | 5     |            | Bude vyřazen a nahrazen Airbusem A330-900 |
| Airbus A330-300  | 15    |            |                                           |
| Airbus A330-900  | 1     | 19         |                                           |
| Airbus A350-900  | 7     | 3          |                                           |
| Boeing 737-800   | 42    |            |                                           |
| Boeing 737 MAX 8 | 8     | 17         |                                           |